# Allgemeine Ärztliche Gesellschaft für Psychotherapie
Die Allgemeine Ärztliche Gesellschaft für Psychotherapie (AÄGP) war in Deutschland seit ihrer Gründung im Jahr 1927 bis zum Ende des Zweiten Weltkriegs ein mitgliederstarker Fachverband der Psychotherapeuten.

## Geschichte

### 1926 bis 1933
Die Allgemeine Ärztliche Gesellschaft für Psychotherapie ging Mitte der 1920er Jahre aus einer breiten Bewegung unter deutschen Medizinern hervor, denen sich zahlreiche gleichgesinnte Kollegen aus anderen europäischen Ländern anschlossen. Wegen ihrer ganzheitlichen und psychosomatischen Ausrichtung hatte die Psychotherapie nach ihrem breiten Einsatz bei der Bewältigung traumatischer Folgen des Ersten Weltkriegs das Interesse von Ärzten aller Fachrichtungen gefunden. Aus diesem Grund erschien es sinnvoll, die verschiedenen Schulen und Einzelinitiativen in einer allgemeinen ärztlichen Gesellschaft zu organisieren. Die Avantgarde dieser Entwicklung bildeten jüngere Psychiater, die der traditionell biologisch und überwiegend an der Hirnforschung orientierten Universitätspsychiatrie ein breiteres praktisches Fundament und eine ins Psychologische gehende, damals ausdrücklich Neue Richtung genannte wissenschaftliche Erweiterung zu verschaffen suchten.
Das Jahr 1926 gilt als das Startjahr der AÄGP: Tatsächlich war schon unmittelbar vor dem I. Allgemeinen Ärztlichen Kongress für Psychotherapie, der auf Initiative von Wladimir Eliasberg vom 17. bis 19. April 1926 in Baden-Baden mit 537 Teilnehmern stattfand, die Gründung einer Deutschen Gesellschaft für Psychotherapie erörtert worden. Der anwesende Viktor von Weizsäcker beschrieb die Aufbruchstimmung des Kongresses wie folgt:
Es herrschte eine auf Kongressen sonst seltene, innerlich bewegte Stimmung. ... Es war etwas früher und später kaum Wiederholtes, daß Professoren und Praktiker, Kliniker und Psychotherapeuten sich zu so gemeinsamem Beginnen vereinigten. Konnte nicht hier eine Einheit der ach schon so zersplitterten Medizin geboren werden?
Jedoch wurde es als noch nicht aussichtsreich befunden, die Gründung bereits in Baden-Baden auf dem I. Kongress durchzuführen. Bislang zur Verfügung stehende Dokumente machen es wahrscheinlich, dass die Gründung der AÄGP tatsächlich am 1. Dezember 1927 in Berlin erfolgte. Hier bildete sich auch ihre offenbar erste Ortsgruppe mit u. a. Alfred Döblin und Karen Horney, Max Levy-Suhl, Erwin W. Straus, Johannes Heinrich Schultz, Fritz Künkel und Karl Birnbaum im Vorstand sowie Arthur Kronfeld, der ihre konstituierende Sitzung am 5. März 1928 im Hörsaal der Psychiatrischen Klinik der Charité mit einem weiten Überblick über den "psychotherapeutischen Gedanken in der heutigen Medizin" eröffnete.
Zu den Mitgliedern der AÄGP zählten so renommierte Vertreter verschiedener tiefenpsychologischer Schulen wie Alfred Adler und Carl Gustav Jung, Ernst Simmel, Erwin Wexberg, Georg Groddeck und Hans von Hattingberg, Harald Schultz-Hencke und Leonhard Seif, Paul Schilder, Wilhelm Reich und Wilhelm Stekel, Neurologen wie Kurt Goldstein und Viktor von Weizsäcker, Psychiater wie Ernst Kretschmer und Eugen Bleuler, Ludwig Binswanger, Max Isserlin, Robert Sommer, Victor-Emil von Gebsattel und Walter Morgenthaler, die Sexologen Albert Moll, Magnus Hirschfeld und Max Marcuse oder die Psychologen Kurt Lewin, Narziß Ach und Pál Ranschburg.
Ihre Kongresse bis 1931 wurden nach den vorliegenden Zahlen in den Kongressbänden jedes Mal von Hunderten von Teilnehmern aus dem In- und Ausland besucht. Ab 1928 gab sie mit der Allgemeinen Ärztlichen Zeitschrift für Psychotherapie und psychische Hygiene ein eigenes Verbandsorgan heraus, das ab 1930 unter der Redaktion von Johannes Heinrich Schultz und Arthur Kronfeld anderen wissenschaftlichen Zeitschriften entsprechend zum Zentralblatt für Psychotherapie umbenannt wurde.

### 1933 bis 1945
Mit der Machtübernahme durch die Nationalsozialisten brach 1933 diese vielversprechende Entwicklung zusammen. Nach dem Rücktritt des bisherigen Präsidenten der AÄGP Ernst Kretschmer fiel ihr Vorsitz seinem Stellvertreter, dem Schweizer Carl Gustav Jung, zu. Er ließ sich von nationalsozialistisch orientierten Mitgliedern der AÄGP in Deutschland einspannen, nach außen die „Überstaatlichkeit“ der Gesellschaft zu vertreten. In Deutschland zwangen sie dagegen die AÄGP auf einen strikten Anpassungskurs an den Nationalsozialismus, den sie ab 1934 auf ihren Tagungen und Kongressen sogar offensiv als Vorbild für Psychotherapeuten auch in anderen europäischen Ländern hinstellten.
Zu diesem Zweck wurde am 15. September 1933 offiziell eine Deutsche Allgemeine Ärztliche Gesellschaft für Psychotherapie „gegründet“ – real eine schlichte Namensänderung der bisherigen deutschen „Landesgruppe“ der AÄGP – mit einer Satzung, in der die Verpflichtung ihrer Mitglieder zur bedingungslosen Treue gegenüber Hitler festgeschrieben war. Ihr Vorsitz wurde gezielt einem Vetter von Hermann Göring angetragen, dem möglicherweise erst deswegen am 1. Mai 1933 in die NSDAP eingetretenen Wuppertaler Nervenarzt Matthias Heinrich Göring, der 1936 auch die Leitung des neu gegründeten Deutschen Instituts für psychologische Forschung und Psychotherapie, gen. Göring-Institut, in Berlin übernahm. Den VII. Kongreß für Psychotherapie in Bad Nauheim – mit lediglich 75 Teilnehmern, davon fünf aus dem Ausland, vorwiegend aus der Schweiz – nahm man zum Anlass, am 12. Mai 1934 die rechtlich nötige Umbenennung und Neukonstituierung der alten AÄGP zur Überstaatlichen Allgemeinen Ärztlichen Gesellschaft für Psychotherapie vorzunehmen. Diese Änderung wurde erst Anfang 1935 in der beibehaltenen, allerdings auf ein Zweimonatsblatt reduzierten Verbandszeitschrift, dem Zentralblatt für Psychotherapie, angezeigt, das unter der offiziellen Herausgeberschaft von C.G. Jung, die er sich ab 1936 allerdings mit Göring teilen musste, weiter in Deutschland verlegt und von deutschen Psychotherapeuten auch redigiert wurde. Erst im Herbst 1935 erschien die Umbenennung auch auf dem Titelblatt des Zentralblattes, dort aber unter der Bezeichnung Internationale Allgemeine Ärztliche Gesellschaft für Psychotherapie, ein Vorgriff auf eine weitere Namensänderung, die „offiziell“ allerdings erst im November 1937 erfolgte. Die IAÄGP konnte im Oktober 1937 in Kopenhagen und im Sommer 1938 in Oxford zwei internationale Kongresse veranstalten, bevor C. G. Jung als ihr Präsident 1940 von allen seinen Ämtern in ihr zurücktrat und sie unter seinem damaligen offiziellen Vizepräsidenten, dem Schotten Hugh Crichton-Miller, faktisch ganz dem deutschen Einfluss überließ. 1944 hörte die AÄGP mit der Einstellung des Erscheinens ihres Zentralblattes auf zu existieren.

### Nach 1945
Wiedergegründet wurde die AÄGP durch Ernst Kretschmer im Jahre 1948. Auf Anregung von Ernst Speer ging 1950 die Initiative zur Einrichtung der Lindauer Psychotherapiewochen anfangs im Rahmen der AÄGP aus, in der Fortbildungen zur Psychotherapie durchgeführt werden. Kretschmer hatte zunächst Bedenken wegen der Gründung der Lindauer Psychotherapiewoche geäußert, da er die Konkurrenz für seine Tübinger Kurse fürchtete. Vor allem wollte er als Vorsitzender der AÄGP, dass die Lindauer Woche in
deren Rahmen und in Verbindung mit der Tübinger Klinik stattfinden solle.
2005 fusionierte die AÄGP mit der Deutschen Gesellschaft für Psychosomatische Medizin und Psychotherapie unter weitgehender Aufgabe ihres Namens zur Deutschen Gesellschaft für Psychosomatische Medizin und ärztliche Psychotherapie (DGPM).